# Došen Dabar
Došen Dabar je naselje u Republici Hrvatskoj, u sastavu Općine Karlobag, Ličko-senjska županija. 

## Stanovništvo
Prema popisu stanovništva iz 2001. godine, naselje je imalo 0 stanovnika te obiteljskih kućanstava. Posljednji pogreb bio je 1974. godine, nakon čega je stanovništvo rastjerano jer je pomagalo u sakrivanju hrvatskog oružanog gerilskog dvojca Matičević – Prpić.
| broj stanovnika | 92    |       |       | 57    | 101   | 137   | 136   | 134   | 118   | 92    | 85    | 5     |       |       |       |       |       |
|                 | 1857. | 1869. | 1880. | 1890. | 1900. | 1910. | 1921. | 1931. | 1948. | 1953. | 1961. | 1971. | 1981. | 1991. | 2001. | 2011. | 2021. |